# Dubina (Šemnice)
Dubina (německy Eichenhof) je místní část obce Šemnice v okrese Karlovy Vary v Karlovarském kraji. Nachází se v údolí řeky Ohře. Je vzdálena jedenáct kilometrů od Karlových Varů. Dnes patří pod správu obce Šemnice. Nachází se zde hostinec U Dvořáků, kde se zastavují převážně vodáci, dále tu je obecní úřad Šemnic. Ves leží u Doupovských hor.

## Historie
První písemná zmínka o vesnici pochází z roku 1785.

## Obyvatelstvo
Při sčítání lidu v roce 1921 ve vsi žilo 402 obyvatel (z toho 189 mužů), z nichž byl jeden Čechoslovák a 401 Němců. Všichni se hlásili k římskokatolické církvi. Podle sčítání lidu z roku 1930 měla vesnice 407 obyvatel: 406 Němců a jednoho cizince. Kromě jednoho evangelíka a deseti lidí bez vyznání byli římskými katolíky.
| Rok            | 1869 | 1880 | 1890 | 1900 | 1910 | 1921 | 1930 | 1950 | 1961 | 1970 | 1980 | 1991 | 2001 | 2011 | 2021 |
| -------------- | ---- | ---- | ---- | ---- | ---- | ---- | ---- | ---- | ---- | ---- | ---- | ---- | ---- | ---- | ---- |
| Počet obyvatel | 320  | 372  | 382  | 442  | 454  | 402  | 407  | 142  | 184  | 154  | 125  | 114  | 137  | 139  | 195  |
| Počet domů     | 46   | 43   | 53   | 47   | 48   | 50   | 52   | 45   | 45   | 41   | 36   | 38   | 40   | 47   | 58   |

## Pamětihodnosti
- Na západním okraji vesnice se nad levým břehem Lučinského potoka dochovalo tvrziště po zdejší tvrzi, která zde stála ve čtrnáctém až patnáctém století.[9]
- Národní přírodní památka Skalky skřítků